# Zarcosia cavernaria
Zarcosia cavernaria es una especie de coleóptero de la familia Aderidae.

## Distribución geográfica
Habita en Camerún.